# Guadalupe Victoria, Michoacán de Ocampo
Guadalupe Victoria är en ort i Mexiko.   Den ligger i kommunen Tlalpujahua och delstaten Michoacán de Ocampo, i den sydöstra delen av landet, 120 km väster om huvudstaden Mexico City. Guadalupe Victoria ligger 2 666 meter över havet och antalet invånare är 605.
Terrängen runt Guadalupe Victoria är huvudsakligen kuperad, men norrut är den bergig. Runt Guadalupe Victoria är det ganska tätbefolkat, med 192 invånare per kvadratkilometer. Närmaste större samhälle är Tlalpujahua de Rayón, 9,5 km öster om Guadalupe Victoria. I omgivningarna runt Guadalupe Victoria växer huvudsakligen savannskog.